# Johnny Cecotto
Alberto "Johnny" Cecotto, född 25 januari 1956 i Caracas, är en venezuelansk roadracing- och racerförare.

## Racingkarriär
Cecotto inledde sin karriär med motorcykel och vann 1975 som tidernas yngste världsmästare 350cc-klassen. Cecotto vann ett till världsmästerskap på två hjul, 750cc 1978. Efter att ha fortsatt med motorcyklar 1979 och 1980 bytte han till fyra hjul i formel 2 och Minardi 1981 och till March 1982. Han kom tvåa i mästerskapet efter sin stallkamrat Corrado Fabi.
Den bedriften gjorde att Cecotto året efter kunde köra i formel 1 för Theodore. Han tog en poäng redan i sitt andra grand prix-lopp, men resten av säsongen gick dock tyngre. Säsongen 1984 bytte han stall till Toleman. I kvalet till Storbritanniens Grand Prix 1984 bröt Cecotto benen och därmed var både hans säsong och hans formel 1-karriär över.
Efter det har Cecotto tävlat i standardvagnar. Mellan 1988 och 1992 gjorde han detta i DTM och slutade som bäst på en andra plats 1990.

## F1-karriär
| Säsong | Stall/Tillverkare | Poäng | Placering |
| ------ | ----------------- | ----- | --------- |
| 1983   | Theodore-Ford     | 1     | 19        |
| 1984   | Toleman-Hart      | 0     | –         |

## Roadracingkarriär
| Nr | Grand Prix      | År   |
| -- | --------------- | ---- |
| 1  | Finland         | 1977 |
| 2  | Tjeckoslovakien | 1977 |
| 3  | Holland         | 1978 |

| Nr | Grand Prix      | År   |
| -- | --------------- | ---- |
| 1  | Frankrike       | 1975 |
| 2  | Västtyskland    | 1975 |
| 3  | Italien         | 1975 |
| 4  | Finland         | 1975 |
| 5  | Österrike       | 1976 |
| 6  | Italien         | 1976 |
| 7  | Venezuela       | 1977 |
| 8  | Tjeckoslovakien | 1977 |
| 9  | Italien         | 1980 |

| Nr | Grand Prix | År   |
| -- | ---------- | ---- |
| 1  | Frankrike  | 1975 |
| 2  | Belgien    | 1975 |